# 森繁太郎

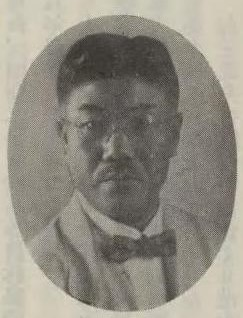
森繁太郎

森 繁太郎（もり しげたろう、1885年7月 - ?）は、日本の養蚕家。
大阪市出身。1909年（明治42年）に東京帝国大学農科大学を卒業した。農商務省農事試験場技手、蚕業講習所技師、蚕種製造所技師、東京高等蚕糸学校教授、蚕業試験場技師、蚕業試験場前橋支場長を歴任した。1919年（大正8年）に欧州各国に出張し、1923年（大正12年）に松本支場長、1924年（大正13年）に本場詰となった。
1926年に全国発明表彰の有功賞を受賞し、1938年には恩賜記念賞及び大賞を受賞している。
正五位、勲五等。